# Rupan sansei: Babiron no Ōgon Densetsu
Rupan sansei: Babiron no Ōgon Densetsu (em japonês: ルパン三世 バビロンの黄金伝説; Brasil: Lupin III: O Ouro da Babilônia; Portugal: Lupin III - A Lenda do Ouro da Babilónia) é um filme animado japonês de 1985, co-dirigido por Seijun Suzuki e Shigetsugu Yoshida. Ele é o terceiro longa-metragem baseado no popular mangá de Monkey Punch, Lupin III.
Em 1994, o filme foi lançado legendado sob o nome "Rupan III" em VHS e LaserDisc na América do Norte pela AnimEigo, devido a preocupações de direitos autorais com Arsène Lupin de Maurice Leblanc.

## Sinopse
Lupin está em busca de um gigantesco tesouro escondido originalmente na antiga Babilônia, com a ajuda de sua equipe habitual, Jigen, Goemon e Fujiko, um conjunto de tábuas de pedra e uma velhinha bêbada chamada Rosetta. As coisas se complicam com a presença do Inspetor Zenigata, eterno inimigo de Lupin, que foi designado para apresentar o "Concurso de Beleza Miss ICPO" e que deve arrastar um grupo de policiais junto com ele, todas ansiosas para provar a si mesmas como agentes.

## Elenco
| Personagens          | Atores            |
| -------------------- | ----------------- |
| Arsène Lupin III     | Yasuo Yamada      |
| Fujiko Mine          | Eiko Masuyama     |
| Daisuke Jigen        | Kiyoshi Kobayashi |
| Goemon Ishikawa XIII | Makio Inoue       |
| Inspetor Zenigata    | Gorō Naya         |

## Produção
Este é o único filme do personagem Lupin em que ele veste o casaco rosa da terceira série de TV. Em 1995, a AnimEigo lançou o filme sob o título "Rupan III: Legend of the Gold of Babylon" em formato de VHS na América do Norte, com legendas em inglês e diálogo japonês. Em 2005, a Discotek Media adquiriu os direitos para lançar uma versão em formato DVD, no entanto, foi cancelado posteriormente devido ao declínio da indústria de anime de NA. Em agosto de 2017, Discotek anunciou que lançará o filme sob o título Legend of the Gold of Babylon em DVD e Blu-ray.

## Lançamento

### Portugal
Em Portugal, o filme foi lançado diretamente em DVD pela Divisa Home Vídeo a 11 de janeiro de 2009.

## Recepção
Mike Toole, escritor do Anime News Network, declarou que quando ele assistiu pela primeira vez o filme na década de 1990, ele o odiava, tendo conhecido o Lupin como o "anti herói suave e galante" de O Castelo de Cagliostro e Rupan Sansei: Fūma Ichizoku no Inbō. Enquanto a versão de Lupin em Babiron no Ōgon Densetsu of Lupin está mais próxima do original "burro, bêbado e disfarçado" de Monkey Punch. No entanto, uma década depois, ele afirmou que o filme vai para baixo muito mais suave, tendo conhecido o outro trabalho de Suzuki, sendo o diretor conhecido por seus filmes estranhos e estranhamente estruturados.